# آلبرت هایم
آلبرت هایم (انگلیسی: Albert Heim؛ ۱۲ آوریل ۱۸۴۹ – ۳۱ اوت ۱۹۳۷) یک دانشمند در زمینه زمین‌شناسی اهل سوئیس بود.